# Equivalent de reducció
Equivalent de reducció en bioquímica és qualsevol nombre d'espècies químiques que transfereixen l'equivalent d'un electró en reaccions d'oxidació reducció. Alguns exemples d'equivalent de reducció són:
- Un únic electró (per exemple, en reaccions que impliquen ions metàl·lics).
- Un àtom d'hidrogen (consistent en un protó i un electró).
- Un ió hidrur (:H–), el qual porta dos electrons (per exemple en reaccions que impliquen NAD)